# برت، ویکتوریا
بُرت (به انگلیسی: Boort) یک شهرک در استرالیا است که در ویکتوریا (استرالیا) واقع شده‌است.